# Автобусні зупинки в Україні
Автобусна зупинка в Україні в значній кількості випадків виступає не тільки як мала архітектурна форма виключно функціонального призначення, а й є об'єктом мистецтва, яке можна навіть виділити в окремий підвид.

## Мистецтвознавці про автобусні зупинки в Україні
«Мистецтво облаштування автобусної зупинки в Україні» стало предметом досліджень як простих любителів (мандрівників, краєзнавців, журналістів, блогерів тощо), які й створили кілька інформаційних ресурсів та спільнот, присвячених зупинці (зокрема, спільнота «Автобусні зупинки [Архівовано 19 лютого 2018 у Wayback Machine.]» в Живому Журналі, створена в 2009 р.), так і фахівців з мистецтвознавства.
«Я часто подорожую до Ужгорода і відвідав Карпатські пагорби та долини багато разів. До цього я ніколи не думав, що на своєму шляху знаходитиму дуже милі автобусні зупинки. Знаючи про це, очікування автобуса або відпочинок після походу навколо гірських піків, набувають абсолютно нового сенсу для стомленого мандрівника — так як вони є настільки привітними! Традиційні автобусні зупинки, на мій погляд, в основному зустрічаються за межами міст і, мабуть, були побудовані на початку-в середині 20-го століття. Такі середовища, прикрашені традиційними народними [взірцями] культури та мистецтва минулої епохи, завжди розповідають історію, часто акцентуючи увагу на сімейному житті, довкіллі та соціальних цінностях. Такі чарівні і нематеріальні твори мистецтва можуть бути трохи не в дусі сьогоднішнього часу, але як і раніше, так само чіпають серце» — написав в своєму блозі в 2015 р. британській мандрівник Алекс Стемп, який видав в 2012 р. ілюстрований довідник, заснований на власному досвіді поїздок українськими Карпатами на простому, дешевому велосипеді.
На відміну від поширеної у всьому світі практики використання однотипних, стандартизованих МАФів, автобусні зупинки в колишньому СРСР відрізнялися розмаїттям форм та методів оформлення. Ці об'єкти стали в 1960-1980-х рр. предметом прикладання зусиль як студентів училищ та інститутів художньо-декоративного напрямку, так і дипломованих художників, які застосовували свої навички і часом особисті стильові прийоми в оформленні зупинок. «Мистецтво майстрів мозаїки в Україні охоплює багато шкіл і стилістичні напрями — експресіоністські і натуралістичні, соц-арт і поп. Кожен твір мистецтва унікальний, копіювання залишається долею західних культур… Тепер мета мого життя: я хочу добитися того, щоб сто найгарніших автобусних зупинок Україні та Росії були взяті під захист ЮНЕСКО» — так написав у 2008 р. в своєму електронному щоденнику німецький мандрівник Крістофф Брумме, а в 2012 р. в німецькій газеті «Frankfurter Allgemeine Zeitung» була надрукована стаття про мальовничі зупинки України.
В 2015 та 2017 рр. десятки найоригінальніших зупинок, що збереглися на території України, потрапили до двох ілюстрованих альбомів «Soviet Bus Stops».
Однією з особливостей зупинок, художньо оформлених на теренах України, стала техніка мозаїки. Вочевидь, перше фахове дослідження мистецтва оформлення автобусної зупинки в Україні здійснила професор Дрогобицького державного педагогічного університету ім. І. Франка Олена Бистрова. «Мистецтво зовнішньої мозаїки почало активно розвивалось з 60-тих років ХХ століття. Активний розвиток міст спричинив розвиток приміського та міжміського автобусного сполучення. За задумом автобусні зупинки повинні були стати елементами естетичного та ідеологічного впливу на населення. Завдяки стабільному фінансуванню, мозаїчні зображення розроблялись та виконувались на автобусних зупинках та зовнішніх фасадах міських архітектурних споруд впродовж третини століття існування СРСР. Мозаїка автобусних зупинок — унікальне мистецьке явище, яке давало можливість митцям проявити творчу свободу, протистояти ідеологічній цензурі. Це був своєрідний радянський стріт-арт. В повній мірі це проявилось в мозаїках автозупинок галицького регіону. На цій території майже відсутня комуністична символіка, натомість яскраво відображені концепти, символіка та тематика культури Галичини. В зображеннях домінуючою є орнаменталістика, що відтворює традиції вишиванок, різьблення по дереву, мистецтво писанок Львівської, Тернопільської та Івано-Франківської областей. Представлений широкий ряд рослинних орнаментів, що виконані в різних стилях: бароковому, реалістичному, модерністичному. Надзвичайно цікавими є мозаїчні картини з образами галичан в святковому та буденному одязі. Аналіз зображень зупинок в порівнянні з особливостями тієї місцевості, де вони знаходяться, дають можливість зробити висновок, що художники враховували специфіку регіону при створенні змістового наповнення картин» — йдеться в статті О. Бистрової «Концепти культури Галичини в мистецтві зовнішньої мозаїки», яка була написана професоркою по результатах обробки зображень сотні автобусних зупинок Західної України, і зачитана в якості публічної лекції в Австрійському центрі Інституту іноземних мов Дрогобицького державного педагогічного університету, та в Центрі міської культури (м. Львів) в 2016 р. «Вважаю, що необхідно застосувати міри для реставрації та консервації цих творів мистецтва, також виконувати просвітницькі заходи: пояснювати населенню, яке щоденно користується зупинками, про високу художню цінність цих картин, про необхідність збереження цього виду мистецтва, яке, на мою думку, вже ніколи не відновиться» — робить висновок професор Бистрова.

## САМОЦІННІСТЬ МОНУМЕНТАЛЬНОГО МИСТЕЦТВА В СИСТЕМІ СУЧАСНОГО РОЗВИТКУ МІСЬКОЇ КУЛЬТУРИ ЗАХІДНОЇ УКРАЇНИ
Сучасний громадський простір виконує не лише утилітарні функції транзитного переходу між домом та роботою, місця для зібрань, відпочинку, комунікації, а й естетичну – простору, здатного мотивувати. Твори монументального мистецтва, як і сучасні арт-об’єкти не лише «прикрашають» його, а й мають значний вплив на масову свідомість, через що активно використовуються у культурних та соціальних практиках протягом сторіч. 
Самоцінність та синтез – якості мистецтва, що, з одного боку, заперечують одна одну. Монофункціональні види (станкове мистецтво, музика, поезія) ще до кінця ХХ сторіччя переважно вважались самоціннісними, оскільки призначались лише для визначеної естетичної мети. Однак пост-модерн ознаменував повернення до мистецьких практик, відомих з часу авангардних стратегій, що направлені на інтегрування консервативних видів в нетрадиційні для них простори [6, с. 569]. Самоцінність монументального мистецтва визначалась як ознака, що закріплює за твором характеристику бути самостійним об’єктом естетичного сприйняття (в т. ч., під час репродукування, музеєфікації), на противагу до такого, що призначений до прикрашання архітектури. Стелла Базазьяні, коментуючи О. Іконнікова, зазначає, що «…у сучасній художній культурі (маються на увазі 80-ті рр. – Н. Б.), та і у масовій свідомості загалом, відбувається …зміщення ціннісних напрямів. Інтерес до міста, що фокусувався на «пам’ятниках», та «творах» – розповсюдився на дещо загальніше, узагальнене, розмите, на увесь контекст, в якому існують твори та пам’ятники. Речі виявились цікавими не лише самі по собі, а і у своїх взаємозв’язках, у своїй інтеграції до життєдіяльності людини…». Громадський простір є інтегральним явищем, цілісність якого не досягається окремими спорудами чи локальним додаванням творів мистецтва на фасадах та у скверах. Це середовище існує лише в контексті людських взаємовідносин. Публічний простір характеризується демонстративністю. Однак відзначимо відмінності, іноді непереборні протиріччя між загальним, масовим розумінням проблеми та фаховим підходом до мистецьких процесів і практик, що формують міський простір. 
Середовище західноукраїнських міст достатньо компактне, міксоване через різночасові руйнування та перебудови. Трансформація його у період «совєтизації» пов’язана з новими завданнями архітектури та мистецтва демонструвати здобутки нового устрою, занепадом окремих історичних споруд, заповненням вільних ділянок будівлями, що мають більшу поверховість, зміною напрямків доріг, проведенням магістралей, будівництвом значніших адміністративних будівель, промислових об’єктів. У 70-80-х роках активно розбудувались індустріальні передмістя. Малі містечка та села збагачувались типовими будинками культури, школами, іншими видовими конструкціями на зразок придорожніх крамниць та автобусних зупинок. Період Незалежності, попри усі позитивні фактори демократизації, саморозвитку, інтеграції вітчизняного мистецтва у світовий контекст, згодом позначився загальною матеріальною та культурною кризою, де комерційна складова, миттєвий зиск заступили розуміння естетизації міського середовища. Вказані тенденції особливо помітні у малих містечках, де планове будівництво поступилось хаотичним процесам, а приватизація майна спричинила самовільне нищення пам’яток, перебудову на власний розсуд 5 частин споруд, потворне «утеплення» та «пластикізацію» фасадів. У обласних центрах твори монументального мистецтва 70-80-х років від 2015-го року підпали під програму декомунізації, і хоча й не зносяться цілеспрямовано, подібно монументам та пам’ятникам, сприймаються загалом як неважливий спадок радянської доби. Не перебуваючи на обліку як культурна спадщина, ці твори поступаються місцем ілюстративним «муралам», або самовільному декору низькоефективними нетривкими матеріалами. Євгенія Моляр, кураторка проекту SOVIET MOSAICS IN UKRAINE виділяє окремі типи декомунізації: «декомунізація ідеологічна» (ініційована політичними особами), «лагідна народна декомунізація» (здійснюється громадськістю) та «побутова декомунізація» (яка безжально руйнує твори мистецтва через будівельні роботи).
Визначаючи самоцінність творів монументального мистецтва Західної України 70-80-х рр. зазначимо ряд парадоксальних характеристик явища. Найперше, незважаючи на дискусію про «синтез» мистецтв, новостворені міста та мікрорайони представляли собою одноманітні призматичні об’єми, тож, по суті, монументальна образотворчість могла розглядатись швидше як масштабна експозиція, аніж «олюднення» середовища. У історичних центрах міст Західної України новітні панно розміщувались на видових точках і контрастували з сецесійною архітектурою (напр.: ІваноФранківськ, вул. Січових Стрільців). Дослідниця О. Шаталова підкреслює зв’язок цього періоду із авангардним мистецтвом, що шукало альтернативних просторів для демонстрації. «Смальта, традиційний церковний матеріал, що впродовж сторічь зберігав реноме рідкісного та елітного, розповсюдився по всьому СРСР, включаючи малі міста та далекі села. Анонімні колгоспниці, шахтарі та вчені зображувались у тій же техніці, якою раніше…втілювались Богородиця, Спаситель, візантійські імператори…». Мистецтво вийшло з музеїв, хоча народ, для якого воно створювалось, не помітив процесу. Розголос останніх років, що відбувається навколо безпрецедентних масштабів нищення цього пласту культури, розділив громадськість, знову повернувши питання самоцінності монументального мистецтва у дискусійне русло.
Монументалістика періоду 70- 80-х років сьогодні існує у непевній очікуваності. Мозаїки та сграфіто загальною аудиторією та державними інституціями або зовсім не розпізнаються як мистецтво, або розцінюються як не ціннісні. Зміна політичного та економічного устрою, культурного періоду, в якому будьякий твір мистецтва розглядається як товар, не вносить досі позитивних роз’яснень. Єдність з архітектурою найбільше зумовлює занепад цього мистецтва. Монументалістика, хоча й має авторство, історичну цінність, матеріальну вартість, однак не може бути продана. Питання про самоцінність монументалістики радянського періоду активно дискутується у суспільстві, переважно у форматі обговорень у соцмережах. В нових культурних умовах вона розглядається як у синтезі з архітектурою, так і як самоціннісний твір. Нові практики призводять до попиту, вивчення, каталогізації, описів в науковій літературі. Відзначені активності зі збереження та реставрації творів. Наплив часу сьогодні сприяє визнанню самоцінності і артефактів, що не мали цінності, окрім естетичної. Повну версію статті читайте за посиланням 

## Автобусні зупинки та україно-російська війна
В перші дні україно-російської війни багато автобусних зупинок перетворились на блок-пости. Зокрема, такою стала зупинка «Чонгар» на Херсонщині, котра в перші місяці окупації Криму була перетворена на імпровізований прикордонний пост. Часто автобусні зупинки в зоні АТО/ООС ставали місцем прикриття та укриття бійців ЗСУ.
Бойовики т. зв. утворень «ДНР» та «ЛНР» також використовують розташовані на території ОРДЛО автобусні зупинки в якості блок-постів.
Символічним стало знищення унікальної автобусної зупинки авторства Елеонори Щеглової, заслуженої художниці Криму, члена Національної спілки художників України, в Масандрі, в перший місяць окупації півострову.
Після початку війни, з ростом патріотичних настроїв серед населення, багато раніше занедбаних автобусних зупинок було відремонтовано або перебудовано, з використанням національних кольорів, символів та орнаментів.

## Фотоколекція художньо оформлених автобусних зупинок, по регіонах України
| Місце розташування        | Зображення | Примітка          |
| ------------------------- | ---------- | ----------------- |
| Закарпатська область      |            |                   |
| Берегівський район        |            |                   |
| с. Батрадь                |            | 2013 рік          |
| с. Боржава                |            | 2013 рік          |
| с. Гать                   |            | 2013 рік          |
| с. Мужієво                |            | 2017 рік          |
| с. Шом                    |            | 2013 рік, недіюча |
| с. Яноші                  |            | знищена в 2017 р. |
| Великоберезнянський район |            |                   |
| с. Дубриничі              |            | 2015 рік          |
| с. Мирча                  |            | 2015 рік          |
| Виноградівський район     |            |                   |
| Виноградів                |            | 2015 рік          |
| с. Мала Копаня            |            | 2015 рік          |
| с. Руська Долина          |            | 2013 рік          |
| с. Фанчиково              |            | 2015 рік          |
| Київська область          |            |                   |
| Іванківський район        |            |                   |